# Mathilde Janzen
 Mathilde Olga Luise Janzen (* 14. Februar 2005 in Hässleholm, Schweden) ist eine deutsch-schwedische Fußballspielerin. Aktuell steht sie beim schwedischen Erstligisten Kristianstads DFF unter Vertrag.

## Karriere

### Vereine
Janzen begann in ihrem Geburtsort im Alter von fünf Jahren beim FC Hässleholm mit dem Fußballspielen, bevor sie nach Kristianstad gelangt, der B-Jugendmannschaft der Kristianstads DFF zwei Spielzeiten und der A-Jugendmannschaft eine Spielzeit angehörte. Bereits in der Spielzeit 2020 bestritt sie zwei Punktspiele für die erste Mannschaft in der Damallsvenskan, der höchsten Spielklasse im schwedischen Frauenfußball. Ihr Debüt im Seniorinnenbereich gab sie am 8. August 2020 (9. Spieltag) beim 3:0-Sieg im Auswärtsspiel gegen den Linköpings FC als Einwechselspielerin in der Nachspielzeit. Ihr zweites Punktspiel bestritt sie am 16. August 2020 (11. Spieltag) beim 2:1-Sieg im Auswärtsspiel gegen die KIF Örebro bereits über 90 Minuten. In der Spielzeit 2021 bestritt sie drei Punktspiele für die erste Mannschaft mit einer Gesamtspielzeit von 114 Minuten und ein Pokalspiel für die Dauer von elf Minuten. Mit der Aussicht in Deutschland einen Profistatus zu erlangen, verließ sie Schweden.
Nach Deutschland gelangt, fand sie in der TSG 1899 Hoffenheim ihren neuen Verein. Sie kam zunächst für die in der 2. Bundesliga spielende Zweitvertretung von 2021 bis 2023 in insgesamt 34 Punktspielen zum Einsatz, in denen sie acht Tore erzielte. Ihr erstes Spiel im Seniorinnenbereich bestritt sie zum Saisonstart am 15. August 2021 beim 4:1-Sieg im Heimspiel gegen den SV Henstedt-Ulzburg. Ihr erstes Tor erzielte sie am 3. Oktober 2021 (5. Spieltag) beim 1:1-Unentschieden im Auswärtsspiel gegen den FSV Gütersloh 2009 mit dem Treffer zum Endstand in der 79. Minute.
Zur Saison 2023/24 rückte sie in die erste Mannschaft auf. Mit ihrer Vertragslaufzeit bis zum 30. Juni 2024 ist sie für die erste und zweite Mannschaft nach wie vor spielberechtigt. Sie gehörte dem Kader der Bundesligamannschaft von Juli bis Dezember 2023 an, wurde jedoch nicht eingesetzt.
In der Winterpause begab sie sich nach Bremen zum Ligakonkurrenten Werder Bremen. Am 25. März 2024 (17. Spieltag) gab sie bei der 0:2-Niederlage im Auswärtsspiel gegen Eintracht Frankfurt ihr Bundesligadebüt mit Einwechslung für Tuana Mahmoud in der 77. Minute. Nach der vorzeitigen Vertragsauflösung im Juni 2024 mit Werder Bremen kehrte sie nach Schweden zurück. Am 5. Juli 2024 (15. Spieltag) gab sie – nach ihrer Rückkehr zur Kristianstads DFF – bei der 0:2-Niederlage im Auswärtsspiel gegen die Frauenfußballmannschaft des IFK Norrköping ihr Ligadebüt.

### Auswahl-/Nationalmannschaft
Janzen kam als Spielerin der U14-Perspektivmannschaft des DFB im Turnier um den Länderpokal 2019 in drei Spielen an der Sportschule Wedau in Duisburg zum Einsatz.
Als Nationalspielerin debütierte sie in der U15-Nationalmannschaft, die am 23. Oktober 2019 in Büsingen am Hochrhein das in Freundschaft ausgetragene Länderspiel gegen die Schweizer U16-Nationalmannschaft mit 5:0 gewann.
Am 14. September 2021 kam sie in der U17-Nationalmannschaft das erste Mal beim 5:1-Sieg im Freundschaftsspiel gegen die U17-Nationalmannschaft Schwedens zum Einsatz. In dieser Altersklasse erzielte sie auch ihr erstes Länderspieltor. Beim 5:1-Sieg über die U17-Nationalmannschaft Dänemarks am 21. Februar 2022 in Flensburg erzielte sie das Tor zum 3:0 in der 35. Minute per Strafstoß.
In den drei Spielen der Ersten Qualifikationsgruppe in der Liga A, Gruppe 4 wurde sie eingesetzt, wie auch im zweiten und dritten Spiel der Zweiten Qualifikationsgruppe in der Liga A, Gruppe 5 gegen die U17-Nationalmannschaften Sloweniens und Österreichs. Mit ihr nahm sie an der vom 3. bis 15. Mai 2022 in Bosnien und Herzegowina ausgetragenen Europameisterschaft teil. Im Turnier kam sie in fünf Spielen, einschließlich des Finales zum Einsatz und krönte sich mit ihrer Mannschaft mit dem Europameistertitel. Vom 11. bis 30. Oktober desselben Jahres nahm sie mit der Mannschaft an der in Indien ausgetragenen Weltmeisterschaft teil, die nach ihren fünf Turnierspielen mit dem vierten Platz abgeschlossen wurde; im Spiel um Platz 3 war man der U17-Nationalmannschaft Nigerias mit 2:3 im Elfmeterschießen unterlegen.
Ihr Debüt für die U19-Nationalmannschaft gab sie am 16. Februar 2023 in La Nucia beim 2:1-Sieg über die U19-Nationalmannschaft Englands im Rahmen eines U19-Nationen-Turniers. Gegen diese Mannschaft erzielte sie am 26. September 2023 in Burton upon Trent, beim 3:3-Unentschieden, das Tor zur 1:0-Führung in der 27. Minute. Mit der U19-Nationalmannschaft an der vom 18. bis 30. Juli 2023 in Belgien ausgetragenen Europameisterschaft teil. Sie bestritt alle drei Spiele der Gruppe A sowie das Halbfinale und Finale. Im Finale musste sie mit ihrer Mannschaft den Spanierinnen den Titel überlassen, da diese mit 3:2 im Elfmeterschießen letztendlich erfolgreich waren.

## Erfolge / Auszeichnungen
- Finalistin U19-Europameisterschaft 2023
- U17-Europameisterin 2022

- Preisträgerin der Fritz-Walter-Medaille 2022 (Bronze)